# Askat
Askat (en rus Аскат) és un poble de la República de l'Altai, a Rússia. El 2016 tenia 227 habitants. Askat es troba a la riba esquerra del riu Katun, a 19 km al nord de Txemal, la seu administrativa de la província.